# Selecció femenina de bàsquet del Brasil
La Selecció femenina brasilera de bàsquet és l'equip format per jugadores de nacionalitat brasilera que representen la Confederació Brasilera de Bàsquet (CBB) a les competicions internacionals organitzades per la Federació Internacional de Bàsquet (FIBA) i el Comitè Olímpic Internacional (COI): els Jocs Olímpics, el Campionat mundial de Bàsquet i la FIBA AmeriCup. Pertany a la zona FIBA Amèrica.

## Palmarès
- Jocs Olímpics
  - Plata (1): 1996
  - Bronze (1): 2000

- Campionat del Món
  - Or (1): 1994
  - Bronze (1): 1971

- Jocs Panamericans
  - Or (4): 1967, 1971, 1991 i 2019
  - Plata (4): 1959, 1963, 1987 i 2007
  - Bronze (4): 1955, 1983, 2003 i 2011

- Copa Amèrica
  - Or (6): 1997, 2001, 2003, 2009, 2011 i 2023
  - Plata (4): 1989, 1993, 1999 i 2005
  - Bronze (4): 2007, 2013, 2019 i 2021

- Campionat Sud-Americà
  - Or (27): 1954, 1958, 1965, 1967, 1968, 1970, 1972, 1974, 1978, 1981, 1986, 1989, 1991, 1993, 1995, 1997, 1999, 2001, 2003, 2005, 2006, 2008, 2010, 2013, 2014, 2016 i 2022
  - Plata (6): 1946, 1952, 1960, 1977, 1984 i 2018
  - Bronze (2): 1956 i 1962

## Millors basquetbolistes
- Hortência Marcari